# رودلف يان
رودلف يان (بالألمانية: Rudolf Jahn)‏ (و. 1906 – 1990 م) هو سياسي، ودبلوماسي، ومقاوم عسكري من ألمانيا، وألمانيا الشرقية، توفي عن عمر يناهز 84 عاماً.

## مناصب
تولى منصب عضو في مجلس الشعب ‏
- سفير.

## التعليم
تعلم في مدرسة لينين الدولية ‏.

## جوائز
حصل على جوائز منها:
- نيشان كارل ماركس
- ترتيب الاستحقاق الوطني الذهبي.

## روابط خارجية
- رودلف يان على موقع مونزينجر (الألمانية)